# Astoria (Dakota del Sud)
Astoria és una població dels Estats Units a l'estat de Dakota del Sud. Segons el cens del 2000 tenia 150 habitants.

## Demografia
Segons el cens del 2000, Astoria tenia 150 habitants, 69 habitatges, i 40 famílies. La densitat de població era de 362 habitants per km².
Dels 69 habitatges en un 24,6% hi vivien nens de menys de 18 anys, en un 42% hi vivien parelles casades, en un 13% dones solteres, i en un 40,6% no eren unitats familiars. En el 39,1% dels habitatges hi vivien persones soles el 24,6% de les quals corresponia a persones de 65 anys o més que vivien soles. El nombre mitjà de persones vivint en cada habitatge era de 2,17 i el nombre mitjà de persones que vivien en cada família era de 2,93.
Per edats la població es repartia de la següent manera: un 23,3% tenia menys de 18 anys, un 7,3% entre 18 i 24, un 19,3% entre 25 i 44, un 22% de 45 a 60 i un 28% 65 anys o més.
L'edat mediana era de 45 anys. Per cada 100 dones de 18 o més anys hi havia 109,1 homes.
La renda mediana per habitatge era de 24.375 $ i la renda mediana per família de 34.375 $. Els homes tenien una renda mediana de 26.250 $ mentre que les dones 18.750 $. La renda per capita de la població era de 14.642 $. Entorn del 17,8% de les famílies i el 19,3% de la població estaven per davall del llindar de pobresa.

## Poblacions més properes
El següent diagrama mostra les poblacions més properes.